# 鲍勃·塞缪尔森
鲍勃·塞缪尔森（英語：Bob Samuelson，1966年7月30日—），生于杰斐遜港，美国男子排球运动员。他曾代表美国国家队参加1992年夏季奥林匹克运动会排球比赛，获得一枚铜牌。